# FUSRAP
FUSRAP(Formerly Utilized Sites Remedial Action Program) とは、アメリカ陸軍工兵隊の活動の1つであり放射能汚染地域の管理と除染を目的としたものである。「跡地回復活動計画」とも呼ばれる。

## 経緯
マンハッタン計画 (MED) から始まった原爆開発と、その後のアメリカ原子力委員会 (AEC) による原子力平和利用など、米国における黎明期の核開発に伴い、全米各地の核関連施設及び周辺地域で放射能汚染が発生した。FUSRAPは1974年にMEDおよびAECによる汚染地域の特定、調査、除染および管理業務として始まり、MEDおよびAECが米国エネルギー省（DOE）へ統合された後、1997年に米国エネルギー省から工兵隊へと引き継がれた。

## 汚染地域

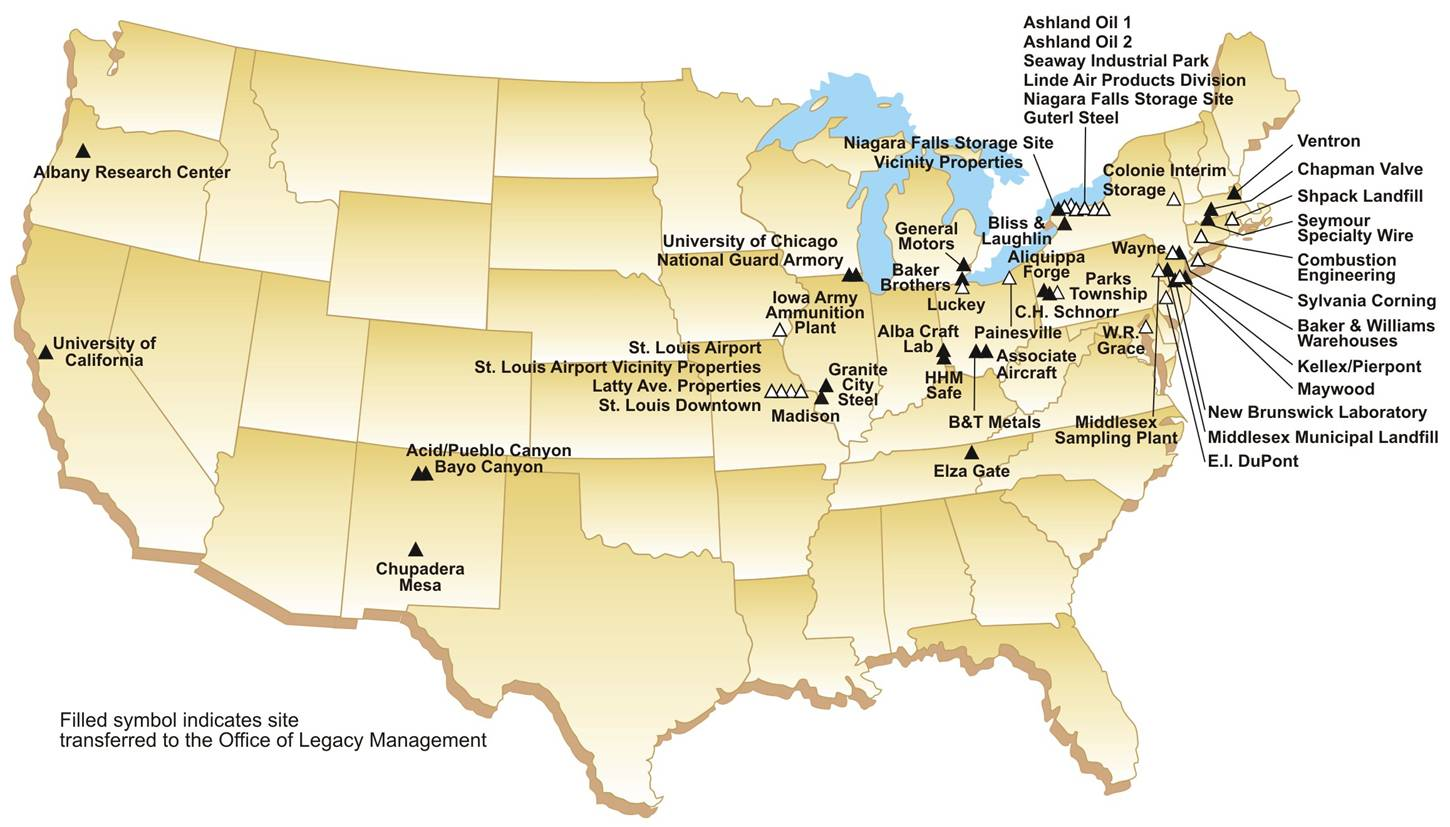
FUSRAP指定地点　黒三角=終了　白三角=進行中

主な汚染地域はウラン鉱石の精製とその副産物の処理に関連したものであり、主な汚染物質はウラン、トリウム、ラジウムなどである。　また工程で使用された揮発・不揮発性の有機化合物や重金属なども含まれる。全米で数十の地点が指定され、21世紀初頭十数箇所で活動中である。地域一覧は英語版を参照。

## 活動目的
除染の目的は「一般大衆の被曝をできる限り低く抑える事」としており、目標値は残留汚染による被曝を年間1mSv以下にすることである。

## 行動手順
汚染地域と特定された場所は以下の手順により評価され除染へと導かれる。
- 調査とデータ収集・分析　Remedial Investigation(RI)/フィジビリティスタディ (FS) RIでは汚染物質と汚染場所が特定される。FSでは除染以外の選択肢も検討する。
- 公聴会を開催しRI/FSの報告をし対処を決定する。
- 除染以外の手順が選ばれた場合は代替措置の選択理由を明確にする。選択肢（除染または代替措置）の手順などを審議し最終決定する。その後選択手順の技術的仕様などの細部を決定する。
- 詳細決定後に地域の準備、施設の建設などを含む除染作業(または代替措置)に入る。
- 作業終了後に環境調査を実施し、効果確認書（Post Remedial Action Report, PRAR)）を作成する。